# Sinfonía n.º 3 (Prokófiev)

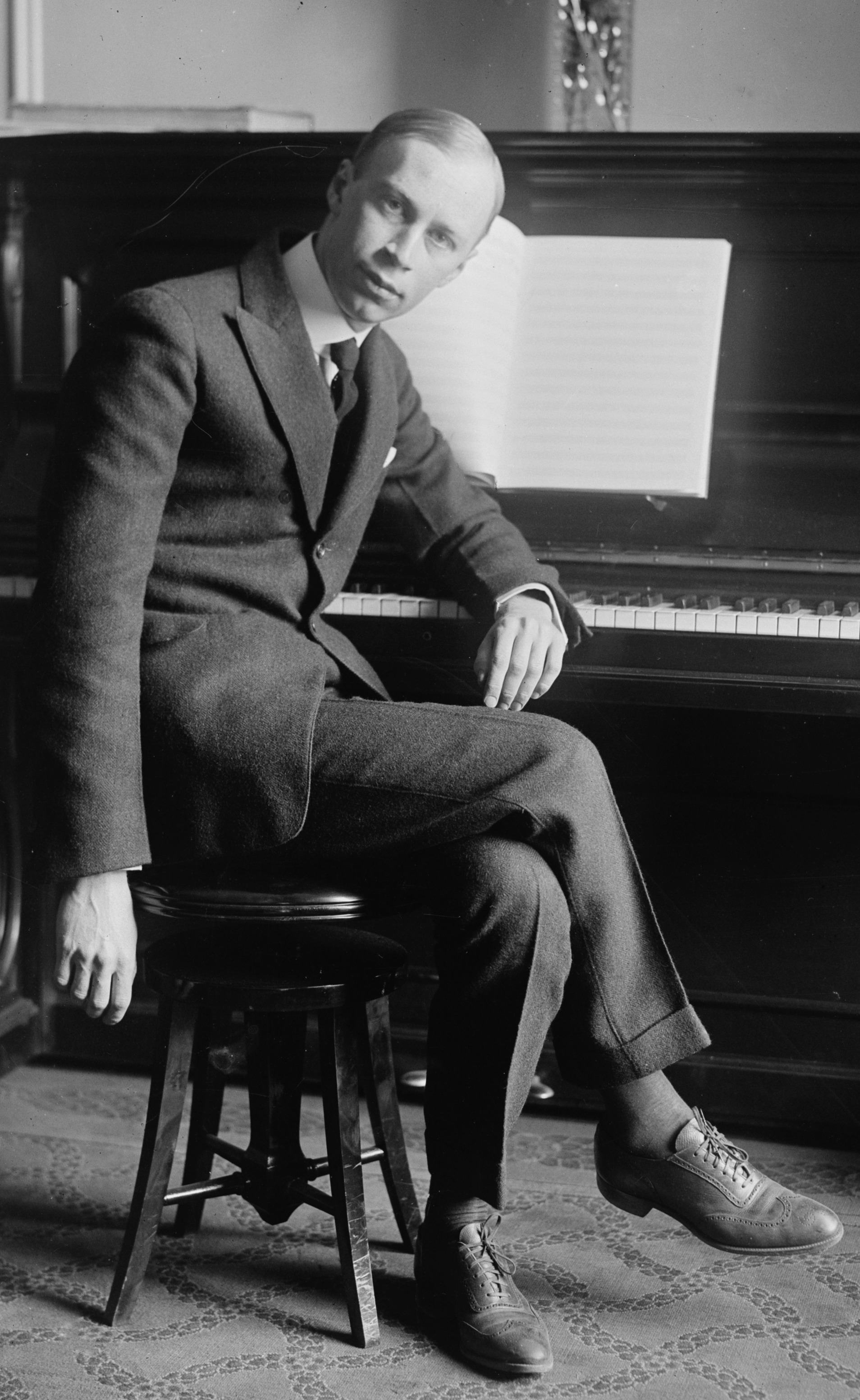
Prokófiev hacia 1918.

La Sinfonía n.º 3 en do menor, Op. 44 fue compuesta por Serguéi Prokófiev en 1928. La partitura está dedicada al compositor Nikolái Miaskovski.

## Historia

### Composición
La composición de este opus tuvo lugar en 1928. Esta pieza a veces lleva el sobrenombre de "El ángel de fuego", por la ópera homónima de Prokófiev. El maestro ruso empezó a escribir dicha ópera en 1919 inspirándose en una novela del escritor simbolista ruso Valeri Briúsov. El director de orquesta Bruno Walter aceptó representarla para la temporada 1927-1928 en la Städtische Oper de Berlín. Pero el compositor no cumplió el plazo y, a pesar de las negociaciones con otras compañías de ópera, no logró verla representada en vida. Como había trabajado en ella de manera esporádica durante casi ocho años, se resistía a dejarla languidecer sin ser interpretada, sobre todo porque creía que contenía parte de su mejor música. Tras escuchar una interpretación en versión de concierto de algunas partes del segundo acto bajo la batuta de Serguéi Kusevitski en junio de 1928 en París, Prokófiev decidió que la música podría funcionar bien como sinfonía. Intentó primero hacer una suite para concierto y finalmente se embarcó en la creación de su Sinfonía n.º 3 a partir de la ópera El ángel de fuego, que entonces no se había interpretado.
De manera similar, poco después utilizó su ballet El hijo pródigo como base para la composición de su Sinfonía n.º 4.

### Estreno y publicación
El estreno se celebró el 17 de mayo de 1929 en París, con la interpretación de la Orquesta Sinfónica de París bajo la dirección de Pierre Monteux. Cuando la obra se estrenó en la Unión Soviética, Prokófiev ya la consideraba una importante tarjeta de visita. Quería que su Sinfonía n.º 3 alertara a su nuevo público de que tenía mucho más que ofrecer que el toque más ligero e irónico de su segunda ópera de madurez, El amor de las tres naranjas, o su popular Sinfonía n.º 1 que conectaba con el espíritu de Haydn. El compositor comentó lo siguiente sobre su obra: "Creo que en esta sinfonía he logrado alcanzar una mayor profundidad del lenguaje musical".
La primera edición de esta obra fue llevada a cabo por la editorial Editions Russes de Musique en 1931 en París.

## Instrumentación
La partitura está escrita para una orquesta formada por:
- Viento madera: 1 flautín, 2 flautas, 2 oboes, 1 corno inglés, 2 clarinetes, 1 clarinete bajo, 2 fagotes, 1 contrafagot.
- Viento metal: 4 trompas, 3 trompetas, 3 trombones, 1 tuba.
- Percusión: timbales, bombo, caja, platillos, pandereta, tam-tam, castañuelas, campanas.
- Cuerda: 2 arpas y una sección de cuerdas con violines I y II, violas, violonchelos y contrabajos.

## Estructura y análisis
La sinfonía consta de cuatro movimientos:
- I. Moderato, en do menor 6
8
- II. Andante, en 4
4
- III. Allegro agitato – Allegretto, en 3
4
- IV. Andante mosso – Allegro moderato, en  4
4

La interpretación de esta obra dura aproximadamente entre 35 y 40 minutos. Al igual que la ópera de la que deriva, la sinfonía tiene un carácter sobrenatural, con mucha oscuridad y un aire etéreo que impregna su mundo sonoro. Aunque cada uno de los cuatro movimientos se refiere a más de un aspecto de la retorcida historia de la ópera, cada uno de ellos está generalmente dominado por la música de un único personaje, escena o elemento de la trama. Se utilizan temas o partes completas de la ópera, sin que ello implique que sea una obra programática.

### I.Moderato
El primer movimiento, Moderato, está escrito en la tonalidad de do menor, en compás de 6/8 y sigue la forma sonata. Aborda principalmente el perturbado personaje principal de la ópera, Renata, y su obsesión con el ángel de fuego que se le aparece en visiones. La música es violenta y dramática, pero mezclada con apasionados temas postrománticos, los contrastes resultantes aportan color y una montaña rusa emocional que al final produce una de las mejores músicas de Prokófiev de su periodo medio.
Se abre con acordes contrastantes tocados por toda la orquesta, incluyendo campanas, creando un ambiente de amenaza e inquietud. Un apasionado primer tema se inicia en las cuerdas, mientras un melancólico segundo tema es presentado como contraste por parte de los fagotes y contrabajos. Sigue un intenso desarrollo que abre espacio para un tercer tema que eventualmente combina los dos primeros. Luego de un clímax con gigantescos acordes orquestales y ritmos de marcha, se presenta una recapitulación etérea en que de nuevo se integran los dos primeros temas, aunque reducidos y suavizados, como si sólo quedara la sombra de lo que hubo antes. Este primer movimiento usa dos partes de la ópera: el desarrollo es una copia exacta de la música del duelo entre Ruprecht y Otterheim, en el entreacto del tercer acto; y la recapitulación se inicia con la etérea música del canto de las monjas del quinto acto (véase por ejemplo la parte que se inicia con la frase "on idet, on idet").

### II.Andante
El segundo movimiento, Andante, está en compás de 4/4 y adopta una forma ternaria. Se trata de un movimiento breve y reflexivo que refleja el consuelo y la serenidad del convento al que se retira Renata en busca de paz en el último acto de la ópera. Si bien la música es bella e inquietante en su calma, Prokófiev siempre consigue sugerir que el mal acecha a la vuelta de la esquina. Los estados de ánimo limitados y colores grisáceos lo convierten probablemente en la pieza menos eficaz de la obra. Si bien, demuestra el talento de Prokófiev para crear texturas frágiles y delicadas. La sección central tiene un carácter más meditabundo, con un tema que consiste en semitonos. El inicio es una copia textual del preludio del acto final. En la segunda parte del movimiento aparece el tema de Fausto presentado en el cuarto acto (véase la sección que se inicia con la frase "sidit v tebe malen'kij besenok").

### III.Allegro agitato – Allegretto
El tercer movimiento, Allegro agitato – Allegretto, está en compás de 3/4 y sirve como Scherzo con trío. Los movimientos tercero y cuarto contienen música que, en la ópera, aborda los elementos más oscuros de la historia: la posesión demoníaca y la brujería. El Scherzo se caracteriza por sus texturas histéricas y aterradoras en las cuerdas están divididas en trece partes. El Allegro agitato está inspirado en el Finale de la Sonata para piano n.º 2 de Chopin, y es innegable que la atmósfera de ambas obras tiene mucho en común. Aquí, las escurridizas cuerdas tocan un tema que no suena como un tema común en su forma deslizante y viscosa y en su suave disonancia y efectos extraños. El trío ofrece un espacio de calma y reposo. El Scherzo vuelve con un ruido sordo que amenaza desde los timbales y el viento metal. Escuchamos elementos híbridos de los dos movimientos previos: aunque las texturas son más ligeras que en el primer movimiento, vuelve la sensación de presagio, ya que las cuerdas vacilantes crean un efecto escalofriante. Se intensifican con las insistentes llamadas del coro de metales y el bombo. Parte de la música, en especial los glissandi que se escuchan en los violines, proviene de la escena de magia negra de Renata del segundo acto (véase la sección que se inicia con la frase "Zaklinaju tebja, skaži mne").

### IV.Andante mosso – Allegro moderato
El cuarto y último movimiento, Andante mosso – Allegro moderato, está en compás de 4/4. El Finale contiene, sin duda, la música más violenta y monstruosa de la sinfonía. Se trata de un tour-de-force de la música de terror. El severo final se inicia de forma lenta, para gradualmente ganar velocidad. Una sección central breve y calmada retoma temas del primer y segundo movimiento, entre ellos evoca un atormentado tema romántico del movimiento inicial. Pero la severidad inicial regresa, eventualmente cerrando esta obra plena de temas sobrenaturales con fuertes golpes de la sección metal. Además de los temas presentados en los movimientos anteriores, este movimiento concluye con música extraída de la escena entre Agrippa y Ruprecht en el final del segundo acto (véase la sección que se inicia con la frase "magister doctissime").

## Recepción de la obra
Antes del estreno el compositor se mostraba inquieto tal y como le confió más tarde a Nikolái Miaskovski, gran admirador y dedicatario de la sinfonía: "Estábamos muy preocupados". Varias circunstancias contribuyeron a alimentar esta preocupación. Pierre Monteux, el director del estreno, programó dos ensayos adicionales a los tres previamente establecidos y no sabían si las partituras de las partes separadas iban a estar listas a tiempo para los ensayos. Al final todo salió según lo esperado y la sinfonía fue un éxito. Incluso Ígor Stravinski y Serguéi Diáguilev se contaban entre los admiradores. En palabras de Serguéi Kusevitski era "la mejor sinfonía desde la Sexta de Chaikovski".
A pesar del éxito inicial, esta sinfonía fue prácticamente ignorada hasta la última década del siglo XX. En la actualidad se acerca a los márgenes del repertorio estándar y, en general, se considera una de las composiciones de Prokófiev más sólidas de ese periodo.

## Discografía selecta
| Año de grabación | Dirección               | Orquesta                                                | Discográfica   | Formato |
| ---------------- | ----------------------- | ------------------------------------------------------- | -------------- | ------- |
| 1964             | Maurice Abravanel       | Orquesta Sinfónica de Utah                              | Vanguard       | LP/CD   |
| 1966             | Erich Leinsdorf         | Orquesta Sinfónica de Boston                            | RCA, Testament | LP/CD   |
| 1969             | Claudio Abbado          | Orquesta Sinfónica de Londres                           | Decca          | LP/CD   |
| 1974             | Jean Martinon           | Orquesta Nacional de la ORTF                            | Vox            | LP/CD   |
| 1975 (live)      | Kiril Kondrashin        | Orquesta Real del Concertgebouw                         | Philips        | CD      |
| 1977             | Walter Weller           | Orquesta Filarmónica de Londres                         | Decca          | LP/CD   |
| 1982             | Zdeněk Košler           | Orquesta Filarmónica Checa                              | Supraphon      | LP/CD   |
| 1984             | Riccardo Chailly        | Junge Deutsche Philharmonie                             | DG             | LP      |
| 1985             | Dmitri Kitayenko        | Orquesta Filarmónica de Moscú                           | Melodiya       | LP/CD   |
| 1985             | Neeme Järvi             | Royal Scottish National Orchestra                       | Chandos        | LP/CD   |
| 1986             | Mstislav Rostropóvich   | Orchestre National de France                            | Erato          | LP/CD   |
| 1990             | Seiji Ozawa             | Orquesta Filarmónica de Berlín                          | DG             | CD      |
| 1991             | Riccardo Chailly        | Orquesta Real del Concertgebouw                         | Decca          | CD      |
| 1991             | Riccardo Muti           | Orquesta de Filadelfia                                  | Philips        | CD      |
| 1994             | Theodore Kuchar         | Orquesta Sinfónica Nacional de Ucrania                  | Naxos          | CD      |
| 2004 (live)      | Valeri Guérguiev        | Orquesta Sinfónica de Londres                           | Philips        | CD      |
|                  | Guennadi Rozhdéstvenski | Orquesta Sinfónica del Ministerio de Cultura de la URSS |                | LP/CD   |